# Allamuchy
Allamuchy es un lugar designado por el censo ubicado en el condado de Warren en el estado estadounidense de Nueva Jersey. En el año 2010 tenía una población de 78 habitantes y una densidad poblacional de 5.2 personas por km².

## Geografía
Allamuchy se encuentra ubicado en las coordenadas 40°54′42″N 74°49′36″O / 40.91167, -74.82667.